# O Quebra-Nozes e os Quatro Reinos
The Nutcracker and the Four Realms (bra/prt: O Quebra-Nozes e os Quatro Reinos) é um filme norte-americano de 2018, dos gêneros aventura e fantasia, dirigido por Lasse Hallström e Joe Johnston, com roteiro de Ashleigh Powell e Rob Menzer, baseado no romance Nussknacker und Mausekönig, de E. T. A. Hoffmann, por sua vez inspirado no balé O Quebra-Nozes, de Tchaicóvsqui.
Estrelado por Keira Knightley, Mackenzie Foy, Eugenio Derbez, Matthew Macfadyen, Richard E. Grant, Misty Copeland, Helen Mirren e Morgan Freeman, foi lançado pela Walt Disney Pictures em 2 de novembro de 2018.

## Elenco
- Mackenzie Foy - Clara Stahlbaum, uma jovem que viaja para os Quatro Reinos[7][8][9][10]
- Jayden Fowora-Knight - Philip, o Quebra-Nozes
- Keira Knightley - a Fada Açucarada (The Sugar Plum Fairy), a regente da Terra dos Doces
- Helen Mirren - Mamãe Bombom, Regente do Quarto Reino
- Morgan Freeman - Herr Drosselmeyer
- Misty Copeland - a Princesa Bailarina
- Matthew Macfadyen - Benjamin Stahlbaum, pai de Clara e viúvo após a morte de sua esposa Marie
- Miranda Hart - Fada da Gota de Orvalho
- Jack Whitehall - Arlequim
- Ellie Bamber - Louise
- Lil Buck - Rei Rato.[11]
- Richard E. Grant como Shiver, Regente do Reino dos Flocos de Neve[12]

## Produção
O projeto foi anunciado pela primeira vez em 04 de março de 2016, que afirmou que a Disney está desenvolvendo O Quebra-Nozes e os Quatro Reinos, com Lasse Hallström pronto para dirigir, continuando seu modelo de desenvolvimento de contos de fadas clássicos. O projeto é baseado em O Quebra-Nozes e o Rei dos Camundongos, de E. T. A. Hoffmann, com Ashleigh Powell a bordo para escrever o roteiro. Em 27 de julho de 2016, foi anunciado que Mackenzie Foy foi escalada como o protagonista do filme como Clara. Misty Copeland confirmou a adesão ao projeto através de seu Instagram e que ela vai desempenhar o papel de bailarina principal na sequência de dança única no filme. A Variety relatou em 29 de julho de 2016, que Morgan Freeman estava se juntando ao elenco. Em 16 de agosto de 2016, foi revelado que Keira Knightley séria a Sugar Plum Fairy. Helen Mirren foi escalada em 25 de agosto de 2016 como a vilã Mother Ginger. O ator mexicano Eugenio Derbez confirmou sua participação no filme em 21 de março de 2017 como o Rei do Reino da Flor.
As filmagens começaram em outubro de 2016 em South Kensington e Pinewood Studios, na Inglaterra, e terminaram no final de janeiro de 2017. Em dezembro de 2017, foi relatado que Joe Johnston daria 32 dias de refilmagens, roteirizadas por Tom McCarthy, devido a indisponibilidade de Hallström. Hallström ainda supervisionará a pós-produção. Mais tarde, foi revelado que Hallström e Johnston decidiram voluntariamente receber um crédito conjunto de direção pelo filme.

## Lançamento
O Quebra-Nozes e os Quatro Reinos foi lançado em 2 de novembro de 2018 em 2D e Real D 3D e IMAX 3D pela Walt Disney Studios, substituindo a data original da adaptação de live-action de Mulan. O teaser trailer foi lançado em 19 de dezembro de 2017, em frente ao The Greatest Showman.